# جيمس إل. ميلر سينيور
جيمس إل. ميلر سينيور (بالإنجليزية: James L. Miller, Sr.)‏ هو صحفي أمريكي، ولد في 1897، وتوفي في 1989.